# Psikye
Le psikye, aussi appalé kamsiki, kapsiki ou ptsake, est une langue tchadique biu-mandara parlée principalement dans l'Extrême-Nord du Cameroun, dans le département du Mayo-Tsanaga, au sud-ouest de l'arrondissement de Mokolo, également à l'est du Nigeria. 
Le nombre total de locuteurs a été estimé à 52 500, dont 40 500 au Cameroun (1982) et 12 000 au Nigeria (1992).

## Écriture
Une orthographe psikye a été développée par l’Alliance biblique du Cameroun et est utilisée dans la traduction de la Bible en psikye, Ghena ta Shala, publiée en 1988. Celle-ci utilise plusieurs lettres additionnelles dont notamment ‹ ɓ, ɗ, ə, ɛ, ŋ, ’ ›.